# Sistema de navegación Decca

Precisión de los sistemas de navegación (en 2 dimensiones)

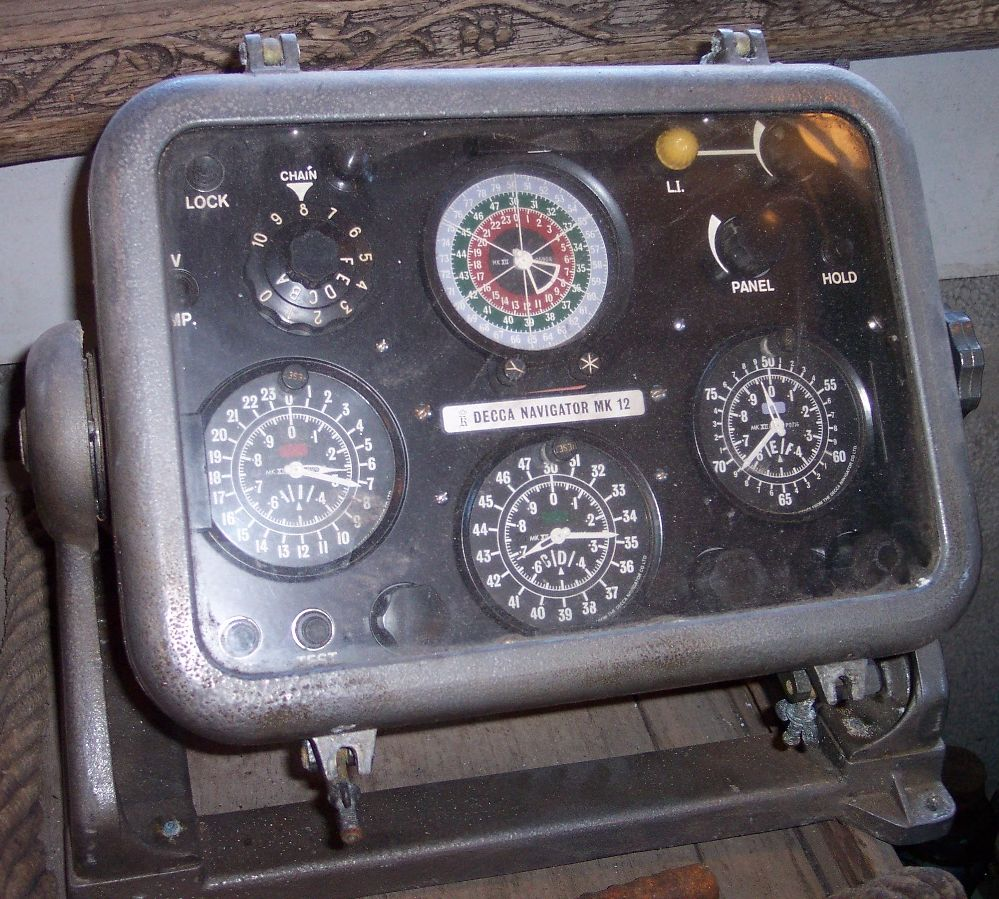
El panel de visualización de un Decca Navigator Mk 12 (ca. 1962). Las coordenadas de posición de Decca se mostraban directamente con cuatro Decómetros y estos se trazaban sobre un gráfico convencional que había sido sobreimpreso con redes Decca.

Decca Navigator fue un sistema hiperbólico de navegación por radio que permitía a los barcos y aeronaves determinar su posición mediante el uso de señales de radio. La navegación hiperbólica está basada en medir la diferencia de tiempo de recepción entre dos señales enviadas simultáneamente desde distintas estaciones. El sistema utilizaba la comparación de fase de dos señales de baja frecuencia entre 70 y 129 kHz, a diferencia de los sistemas de temporización de pulsos como Gee y LORAN. Esto hizo que fuera mucho más fácil diseñar receptores utilizando la electrónica de la década de 1940, simplificándose la operación al proporcionar una lectura directa de las coordenadas Decca sin la complejidad de un tubo de rayos catódicos y un operador altamente cualificado.
El sistema fue inventado en los Estados Unidos, pero el desarrollo fue llevado a cabo por la empresa Decca Radar en el Reino Unido. Fue desplegado por primera vez por la Royal Navy durante la Segunda Guerra Mundial para la tarea vital de limpiar los campos de minas para permitir los desembarcos del Día D. Las fuerzas aliadas necesitaban un sistema preciso que no fuera conocido por los alemanes y estuviera , por lo tanto, libre de interferencias. Después de la guerra salió de la lista de secretos oficiales y fue desarrollado comercialmente por la Compañía Decca y desplegado en todo el Reino Unido y luego utilizado en muchas áreas del mundo. En su apogeo constaba de casi 180 estaciones transmisoras que usaban "cadenas" de tres o cuatro transmisores cada una para permitir la fijación de posición trazando líneas electrónicas que se cruzaban. El uso más importante de este sistema fue para la navegación de barcos en aguas costeras, ofreciendo una precisión mucho mayor que el sistema LORAN de la competencia. Los buques pesqueros fueron los principales usuarios de la posguerra, pero también fue empleado en algunos aviones, incluida una aplicación muy inicial (1949) de pantallas de mapas en movimiento. El sistema se desplegó ampliamente en el Mar del Norte y fue utilizado por los helicópteros que operaban en plataformas petrolíferas.
La apertura del sistema Loran-C, más preciso, al uso civil en 1974, supuso una dura competencia, pero el Decca ya estaba bien establecido y continuó funcionando hasta el año 2000. El Decca Navigator fue sustituido, junto con el Loran y otros sistemas similares, por el GPS en el año 2000, cuando se puso a disposición del público.

## Principios operativos

### Descripción general

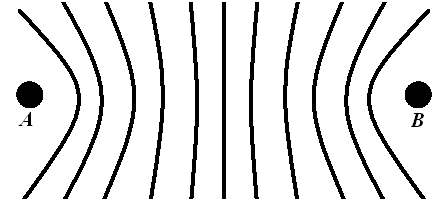
El principio del Decca Navigator.
La diferencia de fase entre las señales recibidas de las estaciones A (Principal) y B (Secundaria) es constante a lo largo de cada curva hiperbólica. Los focos de las hipérbolas están en las estaciones transmisoras, A y B.

El sistema Decca Navigator consistía en grupos individuales de radiotransmisores terrestres organizados en cadenas de tres o cuatro estaciones. Cada cadena estaba formada por una estación principal y tres (a veces dos) estaciones secundarias, denominadas Roja, Verde y Púrpura. Idealmente, las secundarias se situarían en los vértices de un triángulo equilátero con la principal en el centro. La longitud de la línea de base, es decir, la distancia entre la estación principal y las secundarias, solía ser de 60-120 millas náuticas (110-220 km).
Cada estación transmitía una señal de onda continua que, al comparar la diferencia de fase de las señales de la estación principal y de una de las secundarias, producía una medida de fase relativa que se presentaba en una pantalla parecida a un reloj. La diferencia de fase se debía a la distancia entre las estaciones desde el punto de vista del receptor. A medida que el receptor se mueve, estas distancias cambian y esos cambios se representan mediante el movimiento de las manecillas en las pantallas.
Si se selecciona una diferencia de fase concreta, digamos 30 grados, y se trazan todos los lugares en los que se produce esa diferencia de fase, el resultado es un conjunto de líneas hiperbólicas de posición denominado patrón. Como había tres secundarias, había tres patrones, también denominados Rojo, Verde y Púrpura. Los patrones se dibujaban en las cartas náuticas como un conjunto de líneas hiperbólicas del color correspondiente.
Los receptores determinaban su ubicación midiendo la diferencia de fase de dos o más de los patrones de las pantallas. A continuación se buscaba en el gráfico el punto de cruce de las dos hipérbolas más cercanas. La precisión de esta medición se mejoraba eligiendo el conjunto de dos patrones que hacía que las líneas se cruzaran en un ángulo lo más recto posible.

### Principios detallados de funcionamiento
Cuando dos estaciones transmiten en la misma frecuencia sintonizada en fase, la diferencia de fase entre las dos señales es constante a lo largo de una trayectoria hiperbólica. Si dos estaciones transmiten en la misma frecuencia, es imposible que el receptor las separe. En su lugar, se asignaba a cada cadena una frecuencia nominal, conocida como 1f, y cada estación de la cadena transmitía en un armónico de esta frecuencia base, de la siguiente manera:
| Estación  | Armónico | Frecuencia (kHz) |
| --------- | -------- | ---------------- |
| Principal | 6f       | 85.000           |
| Púrpura   | 5f       | 70.833           |
| Rojo      | 8f       | 113.333          |
| Verde     | 9f       | 127.500          |

Las frecuencias dadas son las de la Cadena 5B, conocida como la Cadena Inglesa, usando todas ellas frecuencias similares entre 70 kHz y 129 kHz.
Los receptores Decca multiplicaban las señales recibidas del Maestro y de cada Esclavo por diferentes valores para llegar a una frecuencia común (mínimo común múltiplo, MCM) para cada par Maestro/Esclavo, de la siguiente manera:
| Patrón  | Esclavo armónico | Multiplicador esclavo | Maestro armónico | Multiplicador maestro | Frecuencia común |
| ------- | ---------------- | --------------------- | ---------------- | --------------------- | ---------------- |
| Púrpura | 5f               | ×6                    | 6f               | ×5                    | 30f              |
| Rojo    | 8f               | ×3                    | 6f               | ×4                    | 24f              |
| Verde   | 9f               | ×2                    | 6f               | ×3                    | 18f              |

Fue la comparación de fases en esta frecuencia común lo que dio lugar a las líneas hiperbólicas de posición. El intervalo entre dos hipérbolas adyacentes en las que las señales están en fase se denominaba carril. Como la longitud de onda de la frecuencia común era pequeña comparada con la distancia entre las estaciones Maestra y Esclava, había muchas líneas de posición posibles para una diferencia de fase dada, por lo que no se podía llegar a una posición única por este método.
Otros receptores, normalmente para aplicaciones aeronáuticas, dividían las frecuencias transmitidas hasta la frecuencia básica (1f) para la comparación de fases, en lugar de multiplicarlas hasta la frecuencia MCM.

### Carriles y zonas

Una carta del Almirantazgo Decca de 1967 del estuario del Támesis, marcada con carriles y zonas rojas y verdes.

Los primeros receptores Decca estaban equipados con tres Decómetros giratorios que indicaban la diferencia de fase de cada patrón. Cada Decómetro accionaba un segundo indicador que contaba el número de carriles recorridos: cada 360 grados de diferencia de fase era un carril recorrido. De este modo, suponiendo que se conociera el punto de partida, se podía identificar una localización más o menos clara.
Los carriles se agruparon en zonas, con 18 carriles verdes, 24 rojos o 30 púrpuras en cada zona. Esto significa que en la línea de base (la línea recta entre el patrón y su esclavo) la anchura de la zona es la misma para los tres patrones de una cadena determinada. Las anchuras típicas de carril y zona en la línea de base se muestran en la tabla siguiente (para la cadena 5B):
| Carril o Zona              | Ancho en la línea de base |
| -------------------------- | ------------------------- |
| Carril púrpura             | 352,1 metros              |
| Carril rojo                | 440,1 metros              |
| Carril verde               | 586,8 metros              |
| Zonas (todos los patrones) | 10563 metros cuadrados    |

Los carriles estaban numerados del 0 al 23 para el rojo, del 30 al 47 para el verde y del 50 al 79 para el púrpura. Las zonas estaban etiquetadas de la A a la J, repitiendo después de J. Por lo tanto, se podría escribir una coordenada de posición Decca: Rojo I 16.30; Verde D 35.80. Los receptores posteriores incorporaron un microprocesador que daba la posición en latitud y longitud.

### Multipulso
El modo Multipulso proporcionaba un método automático de identificación de carriles y zonas utilizando las mismas técnicas de comparación de fase descritas anteriormente en señales de baja frecuencia.
Las transmisiones de onda nominalmente continuas estaban divididas de hecho en un ciclo de 20 segundos, con cada estación a su vez transmitiendo simultáneamente las cuatro frecuencias Decca (5f, 6f, 8f y 9f) en una relación de coherencia de fase durante un breve período de 0,45 segundos por ciclo. Esta transmisión, conocida como Multipulso, permitía al receptor extraer la frecuencia 1f y así identificar en qué carril estaba el receptor (para resolver una zona).
Junto a las frecuencias Decca de 5f, 6f, 8f y 9f, también se transmitía una señal de 8.2f, conocida como Orange. La frecuencia de pulso entre las señales 8.0f (rojo) y 8.2f (naranja) permitía derivar una señal de 0.2f que daba como resultado un patrón hiperbólico en el que un ciclo (360 °) de diferencia de fase equivalía a 5 zonas.
Suponiendo que la posición de uno se conociera con esta precisión, esto daba una posición efectivamente única.

### Alcance y precisión
Durante el día se podrían obtener rangos de alrededor de 400 millas náuticas (740 km), reduciéndose por la noche a 200 a 250 millas náuticas (460 km), dependiendo de las condiciones de propagación.
La precisión dependía de:
- Ancho de los carriles
- Ángulo de corte de las líneas hiperbólicas de posición
- Errores instrumentales
- Errores de propagación (por ejemplo, Skywave )

Durante el día, estos errores podrían variar desde unos pocos metros en la línea de base hasta una milla náutica en el borde de la cobertura. Por la noche, los errores skywave eran mayores y en receptores sin capacidades multipulso era frecuente que la posición saltara un carril, a veces sin que el navegador lo supiera.
Aunque en los días del GPS diferencial este alcance y precisión pueden parecer pobres, en su día el sistema Decca era uno de los pocos, si no el único, sistema de fijación de posición disponible para muchos navegantes. Dado que la necesidad de una posición precisa es menor cuando el buque está más lejos de tierra, la precisión reducida a largas distancias no era un gran problema.

## Historia

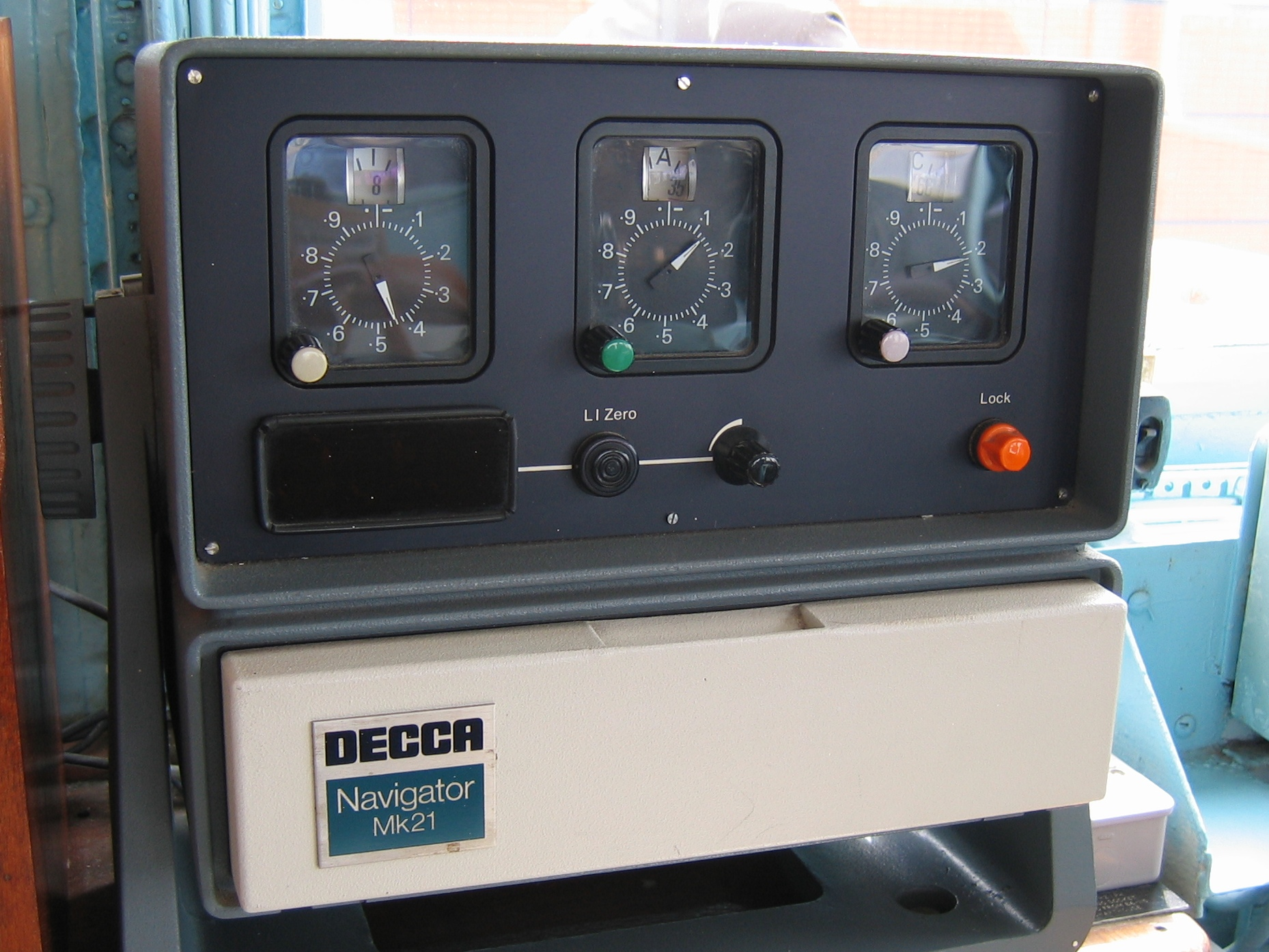
Navegador Decca Mk. 21, con sus prominentes diales Decómetro.

### Orígenes
En 1936 el ingeniero William J. O'Brien contrajo la tuberculosis poniendo en pausa su carrera profesional durante dos años. En este tiempo concibió la fijación de posición por medio de la comparación de fases de transmisiones de onda continua. Este no fue el primer sistema de este tipo, pero O'Brien, aparentemente, desarrolló su versión sin tener conocimiento de las demás, realizando varios avances en la materia que resultarían útiles posteriormente. Su idea inicial era utilizar el sistema para pruebas con aeronaves, en concreto para el cálculo preciso de la velocidad de avance. Algunos experimentos se llevaron a cabo en California en 1938, seleccionando frecuencias con "ritmos" armónicos que permitirían la identificación de estaciones en una red de transmisores. Tanto el Ejército como la Marina de los Estados Unidos consideraron que la idea era demasiado complicada y el trabajo terminó en 1939.
Harvey F. Schwarz, amigo de O´Brien, era ingeniero jefe de la compañía discográfica Decca en Inglaterra. En 1939, O'Brien le envió los detalles del sistema para que lo presentara al ejército británico. Robert Watson-Watt revisó el sistema, pero no le dio continuidad, por considerarlo demasiado fácil de interferir (y probablemente debido al trabajo existente sobre el sistema Gee, que estaba llevando a cabo el grupo de Watt). Sin embargo, en octubre de 1941, el Admiralty Signal Establishment (ASE) británico se interesó por el sistema, clasificado entonces como Admiralty Outfit QM. O'Brien llevó el equipo californiano al Reino Unido y realizó las primeras pruebas marinas entre Anglesey y la Isla de Man, a frecuencias de 305/610 kHz, el 16 de septiembre de 1942.
En abril de 1943 se realizaron nuevas pruebas al norte del Mar de Irlanda a 70/130 kHz. Se decidió que las frecuencias originales no eran ideales y se optó por un nuevo sistema que utilizaba un espaciado entre señales de 14 kHz. Esto dio lugar a las frecuencias comunes 5, 6, 8 y 9f, utilizadas durante toda la vida del sistema Decca. 7f se reservó para una extensión similar a Loran-C, pero nunca se desarrolló. En enero de 1944 se llevó a cabo una prueba de seguimiento en el Mar de Irlanda para probar una amplia variedad de actualizaciones y equipos de producción. Para entonces, el Almirantazgo ya conocía el sistema Gee de la competencia probándose ambos cara a cara con los nombres en clave QM y QH. Se descubrió que el QM tenía mayor alcance y precisión a nivel del mar, lo que llevó a su adopción.

### Los desembarcos del día D
Entre febrero y marzo de 1944 se realizó una prueba de tres estaciones junto con un ejercicio de asalto y desembarco a gran escala en Moray Firth. El éxito de las pruebas y la relativa facilidad de uso y precisión del sistema hicieron que Decca recibiera un pedido de 27 receptores QM Admiralty Outfit. El receptor consistía en una unidad electrónica con dos diales y era conocido por sus operadores como el "Blue Gasmeter Job". Se estableció una cadena Decca, compuesta por una estación maestra en Chichester y esclavas en Swanage y Beachy Head. Un cuarto transmisor señuelo se situó en el estuario del Támesis como parte del engaño de que la invasión se centraría en la zona de Calais. 21 dragaminas y otros buques fueron equipados con el Admiralty Outfit QM y, el 5 de junio de 1944, 17 de estos buques lo utilizaron para navegar con precisión a través del Canal de la Mancha y barrer los campos de minas en las zonas previstas. Las zonas barridas se marcaron con boyas para preparar el Desembarco de Normandía.
Después de las pruebas iniciales en barcos, Decca realizó pruebas en automóviles, conduciendo en el área de Kingston By-Pass para verificar la precisión del receptor. Gracias a esto se descubrió que era posible navegar dentro de un carril de tráfico individual. La empresa albergaba grandes esperanzas de que el sistema pudiera usarse en aeronaves, para permitir una navegación mucho más precisa en el espacio aéreo crítico alrededor de aeropuertos y centros urbanos donde la densidad de tráfico era más alta.

### Despliegue comercial

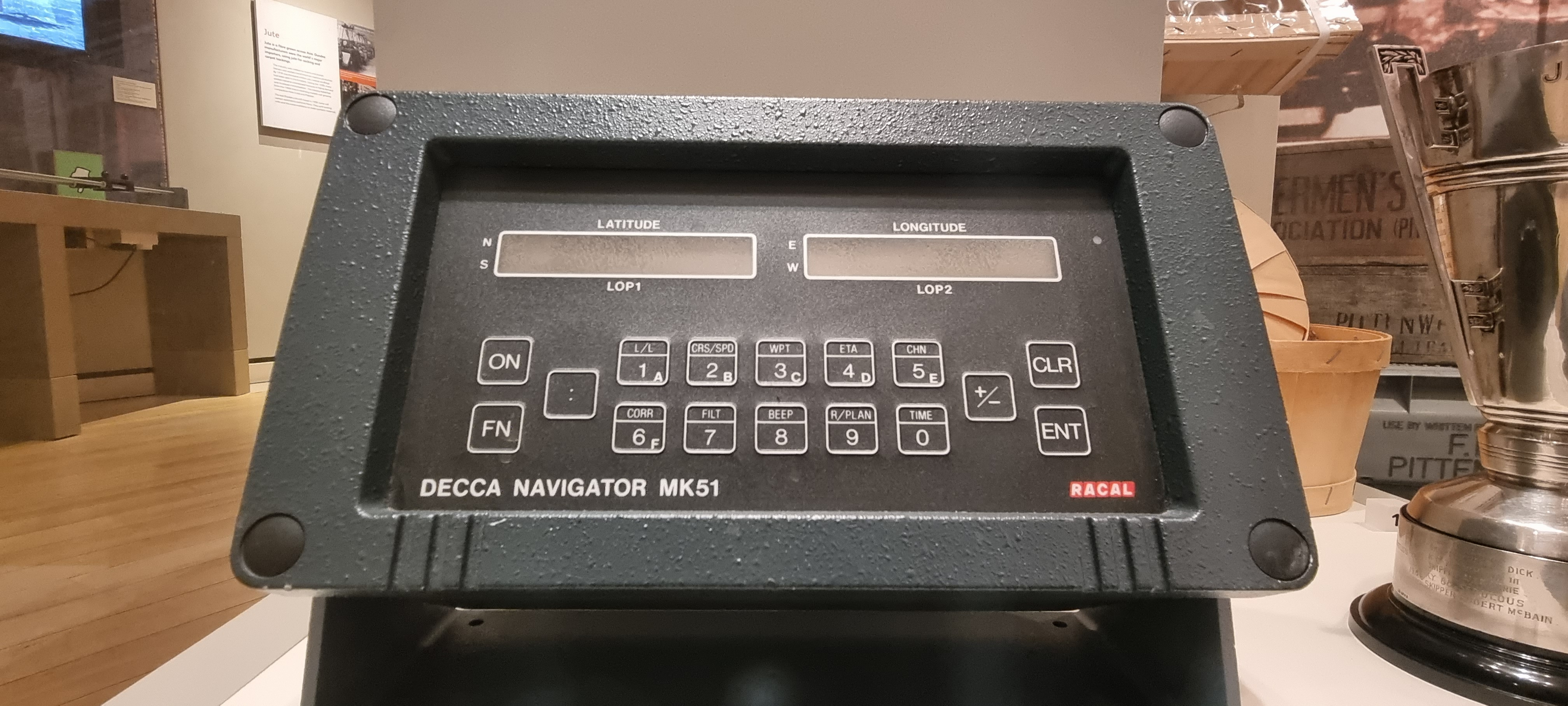
Receptor Decca, Mk.51 visto en el Museo Nacional de Escocia

Tras el final de la Segunda Guerra Mundial se creó la Decca Navigator Co. Ltd. (1945) y el sistema se expandió rápidamente, sobre todo en las zonas de influencia británica; en su apogeo se desplegó en muchas de las principales zonas marítimas del mundo. En 1970 había más de 15.000 aparatos receptores a bordo de los buques. Había 4 cadenas en Inglaterra, 1 en Irlanda y 2 en Escocia, 12 en Escandinavia (5 en Noruega y Suecia y 1 en Dinamarca y Finlandia), otras 4 en el norte de Europa y 2 en España.
Canadá fue otro de los primeros usuarios, con sucursales establecidas en Toronto en 1953. La primera cadena se instaló en el suroeste de Terranova en 1956 como parte de un programa topográfico conjunto entre la Marina de Canadá y Estados Unidos. Esto condujo a despliegues comerciales al año siguiente en Nueva Escocia y un sistema interior para el tráfico aéreo en la concurrida zona de Quebec City-Montreal. En 1958 se añadió una cuarta cadena que cubría el este de Terranova. Cuando las reuniones celebradas en Montreal en 1958 condujeron a la selección del VOR y el DME como sistemas estándar de navegación aérea, el sistema de Montreal se trasladó hacia el este para cubrir la zona de la isla de Anticosti, en el golfo de San Lorenzo, y la cadena de Terranova occidental se reposicionó posteriormente para cubrir mejor el estrecho de Cabot. También se propuso una serie de cadenas para cubrir el Paso del Noroeste si el tráfico de petroleros utilizaba la zona, pero nunca llegó a realizarse. En 1971, con motivo del Año Internacional de los Grandes Lagos, se instaló brevemente otra cadena para cubrir el lago Ontario. La última cadena canadiense se cerró en 1986, tras la generalización del Loran-C.
A finales de los años 50 se instaló en Estados Unidos, en la zona de Nueva York, una cadena Decca experimental para la navegación de los helicópteros Vertol 107 de New York Airways. Estos helicópteros operaban desde los principales aeropuertos locales: el aeropuerto de Idlewild en Long Island, el aeropuerto de Newark en Nueva Jersey, el aeropuerto de LaGuardia en el barrio de Queens, más cerca de Manhattan, y un emplazamiento en lo alto del (entonces) edificio PanAm en Park Avenue. El uso de Decca era esencial porque sus señales podían recibirse hasta el nivel del mar, no estaban sujetas a las limitaciones de línea de visión del VOR/DME y no sufrían los errores de alcance oblicuo típicos de este sistema cerca de los transmisores. Las instalaciones Decca en los helicópteros de New York Airways incluían las exclusivas pantallas Decca "roller map" que permitían al piloto ver su posición de un vistazo, un concepto inviable con VOR/DME.
La instalación de esta cadena generó una importante polémica en su momento por razones políticas. Esto llevó a la Guardia Costera estadounidense, siguiendo instrucciones del Departamento del Tesoro del que dependía, a prohibir el uso de receptores Decca en los buques que entraban en el puerto de Nueva York por temor a que el sistema pudiera crear una norma de facto (como había ocurrido en otras zonas del mundo). También servía para proteger los intereses comerciales de la división Hoffman Electronics de ITT, principal proveedor de sistemas VOR/DME, que Decca podría haber estado a punto de usurpar.
Esta situación se vio agravada por los problemas de carga de trabajo de la Asociación de Controladores de Tráfico Aéreo (ATCA), bajo su director ejecutivo Francis McDermott, cuyos miembros se vieron obligados a utilizar datos de radar sobre las posiciones de los aviones, retransmitiendo esas posiciones por radio a los aviones desde sus puestos de control. Un ejemplo del problema, citado por los expertos, fue la colisión de un Douglas DC8 y un Lockheed Constellation sobre Staten Island, Nueva York, que -según algunos expertos- podría haberse evitado si los aviones hubieran estado equipados con Decca y no sólo hubieran podido determinar sus posiciones con mayor precisión, sino que no hubieran sufrido los errores de posición rho-theta inherentes al VOR/DME.
Se establecieron otras cadenas en Japón (6 cadenas); Namibia y Sudáfrica (5 cadenas); India y Bangladés (4 cadenas); Noroeste de Australia (2 cadenas); Golfo Pérsico (1 cadena con estaciones en Catar y Emiratos Árabes Unidos y una segunda cadena en el norte del Golfo con estaciones en Irán) y Bahamas (1 cadena). En Nigeria estaban previstas cuatro cadenas, pero sólo se construyeron dos y no entraron en servicio público. Dos cadenas en Vietnam se utilizaron durante la guerra de Vietnam para la navegación de helicópteros, con un éxito limitado. Durante el periodo de la Guerra Fría, después de la Segunda Guerra Mundial, la R.A.F. estableció una cadena confidencial en Alemania. La estación principal estaba en Bad Iburg, cerca de Osnabrück, y había dos estaciones esclavas. El objetivo de esta cadena era proporcionar una navegación aérea precisa para el corredor entre Alemania Occidental y Berlín en caso de que fuera necesaria una evacuación masiva de personal aliado. Para mantener el secreto, las frecuencias se cambiaban a intervalos irregulares.

### Decca, Racal y el cierre

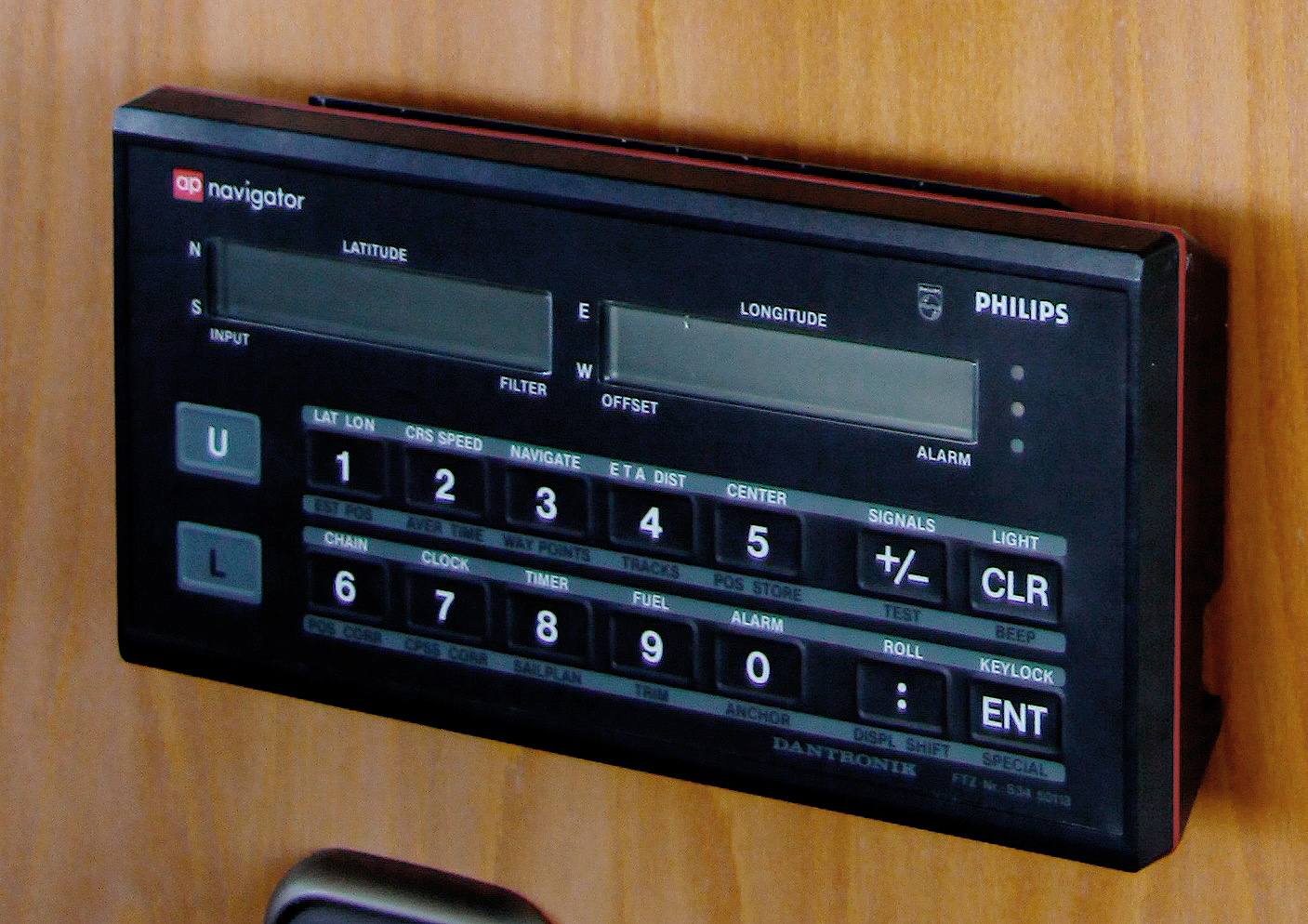
Un receptor ap Decca Mk II de la década de 1980 que en lugar de alquilar se podía comprar. Podía almacenar hasta 25 puntos de referencia.

La sede de Decca Navigator estaba en New Malden, Surrey, junto a la circunvalación de Kingston. En Brixham, Devon, había una escuela Decca a la que se enviaba a los empleados a hacer cursos de vez en cuando. Racal (la actual Vodafone), empresa británica de armamento y comunicaciones, adquirió Decca en 1980. Tras fusionar los activos de radar de Decca con los suyos propios comenzaron a vender las demás partes de la empresa, incluidos los productos de aviónica y Decca Navigator.
Una parte importante de los ingresos del sistema Decca se debía a que los receptores se alquilaban a los usuarios y no se vendían directamente. Esto garantizaba unos ingresos anuales previsibles. Cuando las patentes de la tecnología original caducaron a principios de la década de 1980, varias empresas fabricaron rápidamente nuevos receptores. En particular, Aktieselskabet Dansk Philips ("Philips danesa", ap) introdujo receptores que podían comprarse directamente y que eran mucho más pequeños y fáciles de usar que los actuales Decca. Las versiones "ap" emitían directamente la longitud y la latitud con dos decimales (originalmente sólo en datos ED50) en lugar de utilizar las pantallas de "deco metro", ofreciendo una precisión superior a ±9,3 m, mucho mejor que las unidades Decca. Esto también eliminó la necesidad de las cartas especiales impresas con carriles y zonas Decca.
Decca demandó a ap por infracción y, en la batalla judicial que siguió, Decca perdió el monopolio. Fue el principio del fin de la empresa. Los ingresos disminuyeron y, finalmente, el Ministerio de Transportes del Reino Unido intervino, haciendo que las autoridades de los faros asumieran la responsabilidad de explotar el sistema a principios de la década de 1990.
Un fallo de la Unión Europea obligó al gobierno británico a retirar la financiación. La autoridad general de faros cesó las transmisiones Decca en la medianoche del 31 de marzo de 2000. La cadena irlandesa proporcionada por Bórd Iascaigh Mhara siguió transmitiendo hasta el 19 de mayo de 2000. Japón continuó operando su cadena Hokkaidō hasta marzo de 2001, la última cadena Decca en funcionamiento.

## Otras aplicaciones

### Delrac
Inmediatamente después de la posguerra Decca comenzó a estudiar un sistema de largo alcance empleando frecuencias mucho más bajas para permitir la recepción de ondas aéreas a largas distancias. En febrero de 1946, la empresa propuso un sistema con dos estaciones principales ubicadas en el aeropuerto de Shannon en Irlanda y el aeropuerto internacional de Gander en Terranova (hoy parte de Canadá). Juntas, estas estaciones posibilitarían la navegación sobre la ruta principal del gran círculo entre Londres y Nueva York. Una tercera estación en las Bermudas proporcionaría información de alcance general para medir el progreso a lo largo de la vía principal.
Se siguió trabajando en este concepto de forma que, en 1951, se presentó una versión modificada que ofrecía navegación en zonas muy amplias. Se denominó Delrac, abreviatura de "Decca Long Range Area Cover". En 1954 se presentó un desarrollo posterior, que incluía características del sistema POPI de la Oficina General de Correos, proponiendo 28 estaciones que ofrecían cobertura mundial. Se preveía que el sistema ofrecería una precisión de 10 millas (16.000 m) con un alcance de 2.000 millas (3.200 km) el 95% del tiempo. Se puso fin a su desarrollo en favor del sistema Dectra.

### Dectra
A principios de la década de 1960 la Comisión Técnica de Radio para Aeronáutica (RTCA), como parte de un esfuerzo más amplio de la OACI, inició el proceso de introducción de un sistema estándar de radionavegación de largo alcance para uso en la aviación. Decca propuso un sistema que podría ofrecer alta precisión a distancias cortas y navegación transatlántica con menos precisión, utilizando un solo receptor. El sistema se conocía como Dectra, abreviatura de "Decca Track".
A diferencia del sistema Delrac, Dectra era esencialmente el sistema Decca Navigator normal con la modificación de varios emplazamientos de transmisores existentes. Estos estaban situados en las cadenas de Terranova Este y Escocia, y estaban equipados con antenas más grandes y transmisores de alta potencia, que emitían 20 veces más energía que las estaciones normales de la cadena. Dado que la longitud de las líneas de base de las cadenas no cambiaba, y eran relativamente cortas, a larga distancia la señal no ofrecía prácticamente ninguna precisión. En su lugar, Dectra funcionaba como un sistema de seguimiento; los aviones navegaban manteniéndose dentro de la señal definida por una determinada línea Decca.
La principal ventaja de Dectra frente a otros sistemas propuestos para la solución RTCA era que podía utilizarse tanto para la navegación de medio alcance sobre tierra como para la navegación de largo alcance sobre el Atlántico. En comparación, el sistema VOR/DME que finalmente ganó el concurso ofrecía navegación en un radio de quizás 200 millas, y no podía ofrecer una solución al problema de la larga distancia. Además, como el sistema Decca proporcionaba una localización X e Y, a diferencia del VOR/DME de ángulo y alcance, Decca propuso ofrecerlo con su pantalla de mapa móvil Decca Flight Log para mejorar aún más la facilidad de navegación. A pesar de estas ventajas, la RTCA optó finalmente por el VOR/DME por dos razones principales: el VOR ofrecía una cobertura de casi el mismo alcance que el Decca, unas 200 millas, pero lo hacía con un solo transmisor en lugar de los cuatro del Decca, y las frecuencias del Decca resultaban susceptibles a las interferencias de la estática debida a los rayos, mientras que las frecuencias más altas del VOR no eran tan sensibles.
Decca continuó proponiendo que se utilizara Dectra para la función de largo alcance. En 1967 instalaron otro transmisor en Islandia para proporcionar cobertura a lo largo de la ruta Escocia-Terranova, y se propuso instalar un segundo en las Azores. También instalaron receptores Dectra con ordenadores Omnitrac y una versión reducida del Flight Log en varios aviones comerciales, especialmente un BOAC Vickers VC10. El Omnitrac podía tomar entradas de Decca (y Dectra), Loran-C, VOR/DME, un ordenador de datos aéreos y radares doppler y combinarlos todos para producir una salida latitud/longitud junto con el rumbo, distancia a recorrer, marcación y conexión al piloto automático. Sus esfuerzos por estandarizar esto se abandonaron finalmente cuando empezaron a instalarse sistemas de navegación inercial para estas necesidades.

### Hi-Fix
Se desarrolló un sistema más preciso, denominado Hi-Fix, que utilizaba señales en la gama de 1,6 MHz. Se utilizó para aplicaciones especializadas, como las mediciones de precisión en perforaciones petrolíferas, y por la Royal Navy para la cartografía detallada y la topografía de costas y puertos. El equipo Hi-Fix se alquilaba durante un tiempo y se instalaban cadenas temporales para dar cobertura a la zona requerida. Hi-Fix fue comercializado por Racal Survey a principios de la década de 1980. Se instaló una cadena experimental con cobertura en el centro de Londres y se colocaron receptores en autobuses londinenses y otros vehículos para demostrar un primer sistema de localización y seguimiento de vehículos. Cada vehículo informaba automáticamente de su ubicación a través de un enlace de radio bidireccional VHF convencional, añadiendo los datos a un canal de voz.
Otra aplicación fue desarrollada por la división Bendix Pacific de Bendix Corporation, con oficinas en North Hollywood, California, pero no se desplegó: El PFNS (Personal Field Navigation System) permitía a los soldados determinar su posición geográfica mucho antes de que el GPS (Global Positioning System) lo hiciera posible.
A finales de los años cincuenta y principios de los sesenta, la Marina estadounidense utilizó el sistema Decca en la zona de la Lengua del Océano/Eleuthera Sur, cerca de las Bahamas, que separa las islas de Andros y Nueva Providencia. La aplicación era para estudios de sonar posibles gracias a las características únicas del fondo oceánico.
Una característica interesante de la señal Decca VLF descubierta en los vuelos de prueba de BOAC, más tarde British Airways, a Moscú, era que la conmutación de la portadora no podía detectarse aunque la portadora podía recibirse con suficiente intensidad para proporcionar navegación. Este tipo de pruebas, en las que participan aeronaves civiles, son bastante comunes y es muy posible que el piloto no las conozca.
La señalización de "baja frecuencia" del sistema Decca también permitía su uso en submarinos. Una "mejora" del sistema Decca consistía en ofrecer la posibilidad de codificar la señal, utilizando el código Morse, para señalar el inicio de una guerra nuclear. Esta opción nunca fue aceptada por el gobierno británico. Sin embargo, los mensajes se enviaban clandestinamente entre las estaciones Decca, eludiendo así las llamadas telefónicas internacionales, especialmente en las cadenas no británicas.

## Torres DECCA especiales
- Torre Puckeridge DECCA
- Transmisor Zeven DECCA

### Citas
1. 1 2  Blanchard, 1991, p. 301.
2. 1 2 3  Blanchard, 1991, p. 302.
3. ↑  «Decca Marine Canada». Decca Navigator News. September 1976.
4. 1 2 3  Blanchard, 1991, p. 303.
5. 1 2 3  Blanchard, 1991, p. 304.
6. 1 2 3  Blanchard, 1991, p. 305.
7. ↑  "Dectra in Iceland", Decca Navigator News, October 1967